# 1756 au théâtre
| Années du théâtre : 1753 - 1754 - 1755 - 1756 - 1757 - 1758 - 1759    |
| Décennies du théâtre : 1720 - 1730 - 1740 - 1750 - 1760 - 1770 - 1780 |

## Événements
- Ouverture du premier théâtre dramatique permanent en Russie dirigé par Alexandre Soumarokov, avec la troupe de l’acteur F. Volkov, de Iaroslavl.
- Charles Desprez de Boissy, Lettres sur les spectacles, Paris.
- 27 novembre : Pierre-Augustin Caron épouse Madeleine-Catherine Aubertin, veuve de Pierre-Augustin Franquet, seigneur de Bosc Marchais (dit Beaumarchais), et se fait appeler « de Beaumarchais » dès 1757[1].

## Pièces de théâtre publiées
- Jean-Jacques Lefranc de Pompignan, Didon, tragédie,en vers et en cinq actes ... nouvellement corrigée par l'auteur, Paris, P.-G. Le Mercier, 45 p. Lire en ligne sur Gallica.

## Pièces de théâtre représentées
- 23 février : La Coquette corrigée, comédie de Jean-Baptiste de La Noue, Paris, Comédie-Française ; la pièce est publiée la même année à Paris chez P. G. Le Mercier.
- septembre : Plutus rival de l'amour de Françoise Hus, Paris, Théâtre italien.
- La Place publique (Il campiello), comédie de Carlo Goldoni, pour le carnaval de Venise.

## Naissances
- 14 janvier : Joseph Marius von Babo, essayiste et dramaturge allemand, mort le 5 février 1822.
- 3 mars : Marie-Antoinette-Joseph Saucerotte dite Mademoiselle Raucourt, actrice française, sociétaire de la Comédie-Française, morte le 15 janvier 1815.
- 8 avril : Benoît Pelletier-Volméranges, auteur dramatique français, mort le 24 février 1824.

## Décès
- 25 février : Eliza Haywood, actrice, écrivaine et dramaturge anglaise, née en 1693.
- 30 septembre : Jean-Louis-Ignace de La Serre, dramaturge français, né le 14 mars 1663.
- Date précise inconnue ou non renseignée :
  - Takeda Izumo I., auteur et marionnettiste bunraku japonais.